# Объём (геометрия)
Объём — аддитивная функция от множества (мера), характеризующая вместимость области пространства, которую оно занимает. Изначально возникло и применялось без строгого определения в отношении тел трёхмерного евклидова пространства.
Первые точные определения были даны Пеано (1887) и Жорданом (1892).
Впоследствии понятие было обобщено Лебегом на более широкий класс множеств.

## Подходы к определению
Для определения объёма существует несколько существенно различных подходов, которые дополняют друг друга и согласованы по конечному результату на «хороших множествах».
Обычно под понятием объёма понимается мера Жордана, но иногда мера Лебега.
Для римановых многообразий понятие объёма вводится аналогично понятию площади поверхности.
Понятие объёма допускает естественное обобщения до понятия {\displaystyle n}-мерного объёма в {\displaystyle n}-мерном пространстве,
также на случай римановых и псевдоримановых пространств произвольной размерности.

## Объёмы простейших тел
| Фигура    | Формула                                  | Обозначения                                                                |
| --------- | ---------------------------------------- | -------------------------------------------------------------------------- |
| Куб       | {\displaystyle c^{3}}                    | {\displaystyle c} — ребро куба                                             |
| Призма    | {\displaystyle Sh}                       | {\displaystyle S} — площадь основания, {\displaystyle h} — высота призмы   |
| Цилиндр   | {\displaystyle \pi r^{2}h}               | {\displaystyle r} — радиус, {\displaystyle h} — высота цилиндра            |
| Шар       | {\displaystyle {\frac {4}{3}}\pi r^{3}}  | {\displaystyle r} — радиус                                                 |
| Эллипсоид | {\displaystyle {\frac {4}{3}}\pi abc}    | {\displaystyle a,\;b,\;c} — главные оси                                    |
| Пирамида  | {\displaystyle {\frac {1}{3}}Ah}         | {\displaystyle A} — площадь основания, {\displaystyle h} — высота пирамиды |
| Конус     | {\displaystyle {\frac {1}{3}}\pi r^{2}h} | {\displaystyle r} — радиус основания, {\displaystyle h} — высота конуса    |

Архимед сумел установить, что сфера и конусы с общей вершиной, вписанные в цилиндр, соотносятся следующим образом:
 два конуса : сфера : цилиндр как 1:2:3.
Архимед просил выбить на своей могиле шар, вписанный в цилиндр.

## Общая интегральная формула
Объём тела {\displaystyle D} в трёхмерном пространстве вычисляется как тройной интеграл:
{\displaystyle V=\iiint \limits _{D}1\ dxdydz} (в декартовых координатах)
{\displaystyle V=\iiint \limits _{D}r\,dr\,d\theta \,dz} (в цилиндрических координатах)
{\displaystyle V=\iiint \limits _{D}\rho ^{2}\sin \varphi \,d\rho \,d\theta \,d\varphi } (в сферических координатах)